# Salil Shetty
Pour les articles homonymes, voir Shetty.
Salil Shetty, né le 3 février 1961 à Bangalore (Inde), est un militant indien des droits de l'homme et administrateur international. De juillet 2010 à août 2018, il est le secrétaire général d'Amnesty International, remplacé à cette date par Kumi Naidoo.

## Biographie
Fils d'un militant défenseur des basses castes et d'une militante féministe, il a étudié à la London School of Economics et à l'Indian Institute of Management.
Après avoir œuvré au sein de l'organisme ActionAid depuis 1985, il est devenu directeur de la campagne du Millénaire des Nations unies en 2003. Il a été choisi comme secrétaire général d'Amnesty International en décembre 2009 et a pris ses fonctions en juillet 2010, succédant à ce poste à Irene Khan.
Le 7 août 2014 à Londres, il prend la parole à la tribune de la cérémonie d'ouverture de la Wikimania 2014 pour indiquer qu'Amnesty international et Wikipédia ont « en commun la volonté de créer un monde en paix ».